# فرماندهی هوایی تاکتیکی
فرماندهی هوایی تاکتیکی (به انگلیسی: Tactical Air Command و به اختصار: TAC) یکی از سازمان‌های غیر فعال شده در ایالات متحده است. در تاریخ ۱۲ مارس ۱۹۴۶ برپا گردید و ستاد کل آن در پایگاه هوایی لنگلی در ویرجینیا قرار داشت. فرماندهی هوایی تاکتیکی سازمانی در نیروی هوایی ایالات متحدهٔ آمریکا بود و یکی از فرماندهی‌های اصلی نیروی هوایی ایالات متحده را بر عهده داشت. این سازمان در تاریخ یکم ژوئن ۱۹۹۲ غیرفعال شده و پرسنل و تجهیزات آن جذب فرماندهی نبرد هوایی گردید.
این سازمان پس از جنگ جهانی دوم مسئولیت هدایت عملیات هوایی و عملکردهای اخطار دفاع هوایی را بر عهده داشت. در سال ۱۹۴۸ فرماندهی هوایی قاره‌ای کنترل دفاع هوایی، نیروهای هوایی تاکتیکی و نیروهای رزرو هوایی را بر عهده گرفت. پس از دو سال فرماندهی هوایی تاکتیکی دوباره به عنوان فرماندهی اصلی آغاز به فعالیت کرد.
در سال ۱۹۹۲ پس از ارزیابی ماموریت فرماندهی هوایی تاکتیکی تصمیم فرماندهی هوایی استراتژیک و ستاد کل نیروی هوایی ایالات متحدهٔ آمریکا بر این قرار گرفت که فرماندهی هوایی تاکتیکی را غیرفعال کرده و منابع آن را به سازمان تازه برپا شدهٔ فرماندهی نبرد هوایی منتقل کنند.

## تاریخچه
جنگ جهانی دوم کارآیی توان هوایی تاکتیکی را در پشتیبانی نیروهای زمینی آشکار ساخت، ولی در اواخر سال ۱۹۵۴ بسیاری از نیروهای نظامی به سرعت از خدمت خارج شدند و ناوگان هوایی بسیار بزرگی که آلمان را به زانو درآورده بود از نظر اندازه بسیار کوچک شد. ستاد کل نیروهای هوایی ارتش ایالات متحده بودجه کمی در اختیار داشت و بیشتر پرسنل زمان جنگ آن به زندگی غیرنظامی خود بازگشته بودند. بسیاری از هواپیماهای آن به انبار یا به گورستان اوراقی‌ها فرستاده شدند گرچه تنش فزاینده با اتحاد شوروی نشان می‌داد که هنوز وجود نیروهای نظامی لازم است. پرسش اصلی این بود که این نیروهای نظامی باید تا چه اندازه و از چه نوعی باشند.
تجدید سازمان عمدهٔ نیروهای هوایی ارتش ایالات متحده آمریکا در اوائل سال ۱۹۴۶ انجام شد. به عنوان بخشی از این تجدید سازمان سه بخش فرماندهی اصلی در خاک اصلی ایالات متحده آمریکا تشکیل شد: فرماندهی هوایی استراتژیک، فرماندهی هوایی تاکتیکی و فرماندهی دفاع هوایی. به هر کدام از این سه بخش مسئولیت ویژه‌ای داده شد تا با به کارگیری امکانات تجویز شده ماموریت‌های محولهٔ خود را به انجام برسانند. مسئولیت فرماندهی هوایی تاکتیکی فرماندهی، سازماندهی، تجهیز، آموزش و ادارهٔ نیروهای مامور یا وابسته بود.
فرماندهی هوایی تاکتیکی در زمان خود پرسنل، مواد یا هواگردها را در آسیا، آفریقا، آمریکای شمالی، آمریکای جنوبی، اروپا و استرالیا برای پشتیبانی از ماموریت‌های تجویزشده مستقر می‌کرد.